# Gul fingerbøl
Gul fingerbøl (Digitalis lutea) er en to- til flerårig, urteagtig plante med en opret vækst. Alle dele af planten er giftige.

## Beskrivelse
Stænglen er uden forgreninger, svagt furet og hårløs. Bladene er første år samlet i en grundstillet roset, men derefter sidder de spredtstillet på stænglen. Bladene er lancetformede til smalt ægformede med uregelmæssigt savtakket rand. Takkerne bærer fine hår, men ellers er bladet hårløst. Oversiden er græsgrøn, mens undersiden er noget lysere. Blomstringen foregår i juli-august, og blomsterne er samlet i et endestillet aks. De enkelte blomster er uregelmæssige og 5-tallige med gule, sammenvoksede kronblade, der danner en blæreformet krone. Frugten er en kapsel med mange frø.
Højde x bredde og årlig tilvækst: 0,75 x 0,30 m (75 x 30 cm/år). Målene kan bruges til beregning af planteafstande i fx haver.

## Hjemsted
Arten er udbredt i det sydlige, centrale og vestlige Europa, hvor den findes på lysåbne eller svagt skyggede voksesteder med veldrænet og kalkrig, varm jord. Derfor træffes den oftest i lysninger og langs skovkanter.
Ved mindesmærket over faldne franske soldater nær byen Dürnstein, der ligger nogle få km nord for Donau i delstaten Niederösterreich, Østrig, findes et pannonisk, tørt overdrev i 200-300 m højde. Her vokser arten sammen med bl.a. akselrøn, alm. rapgræs, svalerod, bjerglæbeløs,
duneg, kantet konval, lundrapgræs, navr, skovhøgeurt og stor fladstjerne
| Portal | Portal:Botanik |

## Note
1. ↑  Marcus Koch og Christoph Dobes: Vegetation an Extremstandorten (Webside ikke længere tilgængelig) (tysk)